# گربه‌ماهیان دریایی
گربه‌ماهیان دریایی (نام علمی: Ariidae) نام یک خانواده‌ راسته گربه‌ماهی‌سانان است.